# Eosimop
L'eosimop (Eosimops newtoni) és una espècie de sinàpsid extint de la família dels pilecefàlids que visqué durant el Permià mitjà i superior en allò que avui en dia és el sud d'Àfrica. Se n'han trobat restes fòssils a les províncies sud-africanes de l'Estat Lliure, el Cap Occidental, el Cap Oriental i el Cap Septentrional. Es tracta de l'única espècie del gènere Eosimops. El crani feia 15 cm de llargada i 12,5 cm d'amplada. Fou anomenat en honor del paleontòleg britànic Edwin Tulley Newton.